# Neutralt element
Ett neutralt element, identitetselement eller enhetselement är inom matematiken en speciell sorts element i en mängd med avseende på en binär operator på mängden.
Låt S vara en magma, det vill säga mängd med en binär operator * på sig. Då är ett element e i S ett vänsterneutralt element om e * a = a för alla a i S, och ett högerneutralt element om a * e = a för alla a i S. Om e är både ett vänsterneutralt element och ett högerneutralt element kallas det för ett tvåsidigt neutralt element eller helt enkelt för ett neutralt element. Termen neutralt element (utan ytterligare angivelser) används enbart om tvåsidiga neutrala element.
Dessa element benämns på många olika sätt. Vilken term som används beror bland annat på hur man uppfattar operationen. Tänker man sig den som ungefär en funktionssammansättning, används ofta termen identitetselement eller identitet. Uppfattas den som en multiplikation, så är enhetselement, enhet eller etta vanliga termer. Enhetselement eller enhet är mycket vanlig som term i gruppteorin. Om man uppfattar och betecknar operationen som någon sorts addition, så kan man använda nollelement eller nolla. Termen neutralt element används i samtliga dessa situationer.
De mest allmänt kända exemplen på neutrala element är talet 0, som är neutralt element för vanlig addition, och talet 1, som är neutralt element för vanlig multiplikation. (Här är S det talområde man för närvarande arbetar med; ofta mängden R av reella tal.) Att de är neutrala element betyder att de har de välbekanta egenskaperna att
a + 0 = 0 + a = a  och  a · 1 = 1 · a = a
för varje (reellt) tal a.

## Unicitetsegenskaper
Det är möjligt för (S,*) att ha flera olika vänsterneutrala element. Varje element kan vara ett vänsterneutralt element. Om exempelvis S enbart har två element, e och f, och operatorn * definieras genom e * e = f * e = e och f * f = e * f = f, så är både e och f vänsterneutrala element, men det finns inga höger- eller tvåsidiga neutrala element.
På samma sätt kan det finnas flera högerneutrala element. Men om det finns både ett högerneutralt och ett vänsterneutralt element, så är dessa lika och det finns endast ett (tvåsidigt) neutralt element. För att se detta notera att om v är ett vänsterneutralt element och h är ett högerneutralt element så är v = v * h = h. 
Speciellt kan alltså S ha högst ett neutralt element.

## Exempel
Det är mycket vanligt att de magmor man betraktar har neutrala element. Varje grupp och allmännare varje monoid har ju definitionsmässigt ett enhetselement (alltså ett neutralt element). Magmor med neutrala element, som kallas "unitära magmor" i Bourbaki, kan uppfattas som en generalisering av monoider. Detta synsätt kan motivera att man använder termen "enhetselement" allmänt.
En annan mycket allmän konstruktion är följande:
- Om M är en mängd, S är mängden av alla funktioner från M till M själv, och operationen är funktionssammansättning, så är identitetsavbildningen Id det neutrala elementet, eftersom f(Id(x)) = f(x) = Id(f(x)) för varje x i M. Id är också det neutrala elementet om S är en delmonoid av denna mängd av funktioner, exempelvis mängden av alla linjära avbildningar från ett vektorrum till sig självt.

Om (S,*) är en godtycklig magma, så definierar * en "verkan" av S på S, genom att man till varje element a i S tillordnar funktionen fa från S till S, definierad genom föreskriften
         fa(x) = a*x för varje x i S.
 Om dessutom operationen * är associativ, så ger detta en representation av magman i funktionsmonoiden, eftersom då
         {\displaystyle f_{a}\circ f_{b}=f_{a\ast b}} för alla a och b i S.
 På detta sätt kan man identifiera många halvgrupper med funktionsmängder, och därmed identifiera det neutrala elementet med en identitetsavbildning. Detta synsätt kan motivera att man använder termen "identitetselement" allmänt.

### Ytterligare exempel på tvåsidiga neutrala element
- 0 är neutralt element under addition av reella tal eftersom A+0 = 0+A = A.
- 1 är neutralt element under multiplikation av reella tal eftersom A·1 = 1·A = A.
- Litet allmännare gäller att en unitär ring har två operationer, och ett neutralt element för vardera, en "nolla" och en "etta". Till exempel, om (S,*) betecknar de reella talen med addition, så är 0 ett neutralt element. Om (S,*) betecknar de reella talen med multiplikation, är 1 ett neutralt element.
- Om (S,*) betecknar m-gånger-n matriser med addition, så är nollmatrisen av denna typ ett neutralt element.
- Om (S,*) betecknar n-gånger-n matriser med multiplikation, så är enhetsmatrisen av denna typ ett neutralt element.
- I ett vektorrum är nollvektorn det neutrala elementet för vektoraddition.
- Om S är mängden av alla delmängder till en mängd M, så är den tomma mängden {\displaystyle \emptyset } det neutrala elementet för operationen {\displaystyle \cup } (union), och M det neutrala elementet för operationen {\displaystyle \cap } (skärning).
- Om S = N, mängden av naturliga tal, och * är operationen att ta ut det största av två element, alltså definieras genom
         {\displaystyle a\ast b=\max(a,b)=(a} om {\displaystyle a\geq b,} men {\displaystyle b} annars),
 så är 0 det neutrala elementet.

### Några exempel på enbart ensidiga neutrala element
- Om S = Z+, mängden av positiva heltal, och * är "upphöjt till", exponentieringsoperatorn, och alltså definieras genom
         {\displaystyle a\ast b=a^{b},}
 så saknar * neutralt element. Däremot har * ett enda högerneutralt element, nämligen 1.
- Om S är en mängd med minst två element, och * är projektionen[förtydliga] på första argumentet, det vill säga definieras så att x * Y = x för varje x och varje y i S, så är varje element i S ett högerneutralt element. Däremot saknar S vänsterneutrala element, och alltså även (tvåsidiga) neutrala element.